# تفنگدار دریایی ۲ (فیلم)
تفنگدار دریایی ۲ (به انگلیسی: The Marine 2) فیلم مهیج به کارگردانی رول رین، محصول سال ۲۰۰۹ است. تد دیبیاسی جونیور، تمورا موریسون، لارا کوکس و مایکل راکر بازیگران این فیلم هستند. نسخه اول این فیلم در تاریخ ۱۳ اکتبر ۲۰۰۶ منتشر و جان سینا بازیگر نقش اول این فیلم بوده‌است.

## داستان
جو لینوود (تد دیبیاسی جونیور)، تکاور دریای ارتش آمریکا به دنیال راهی برای نجات زن و تعدادی از افراد یک هتل است که توسط گروهی تروریست گروگان گرفته شده‌اند. او که پس از فرار از دست این تروریست‌ها به دنبال راهی برای نجات بقیه می‌گردد با مشکلاتی روبرو می‌شود که باید از پس آنها بر بیاید و …

## بازیگران و شخصیت‌ها
- تد دیبیاسی جونیور در نقش جو لینوود
- تمورا موریسون در نقش دامو
- لارا کاکس در نقش رابین لینوود گانو
- مایکل راکر در نقش چارچ
- رابرت کولبی در نقش دارن کانر